# FIA European Truck Racing Championship 2015

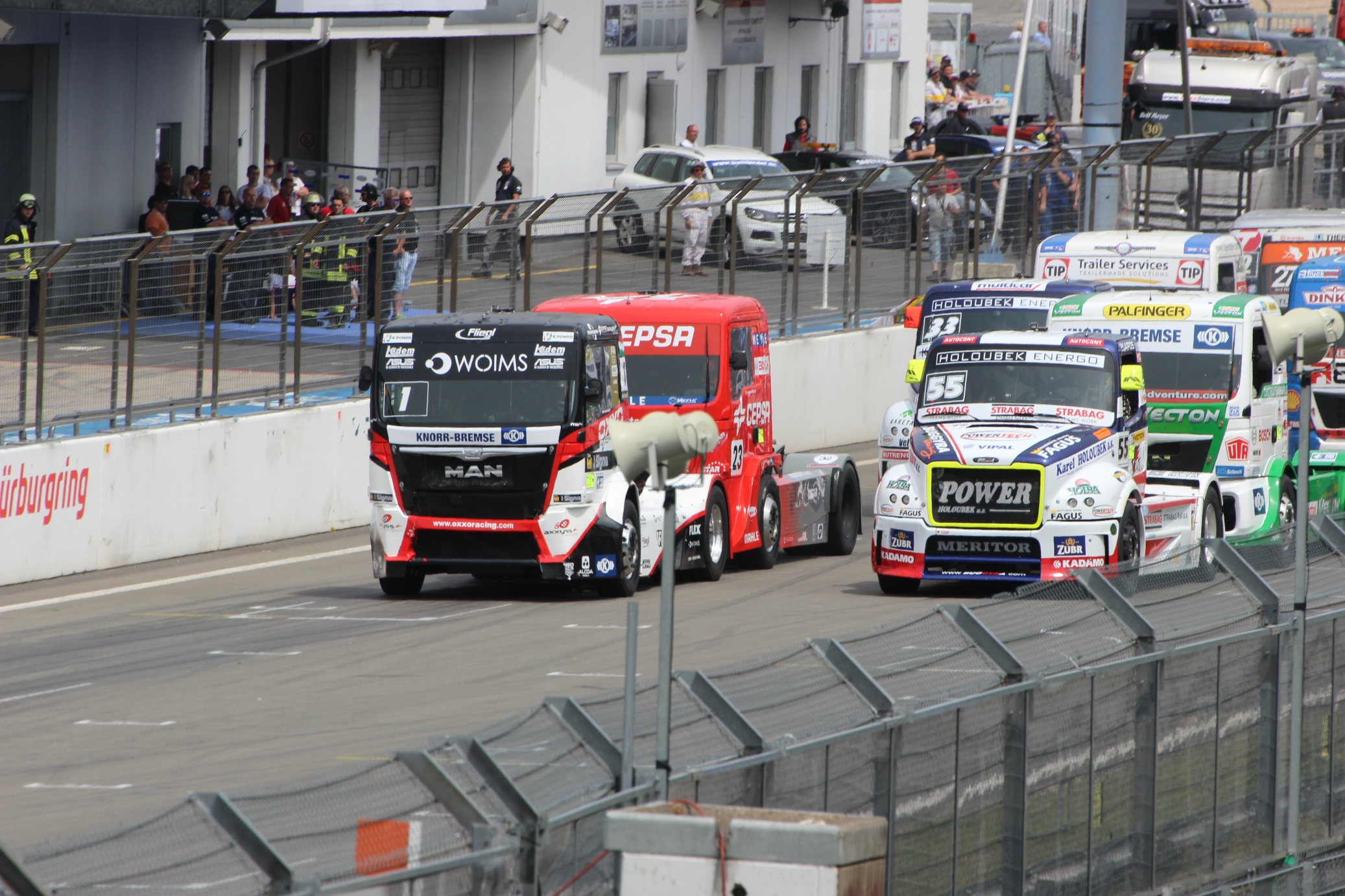
Rennen der Truck-Racing-Europameisterschaft 2015 im Rahmen des 30. Int. Truck Grand Prix am Nürburgring

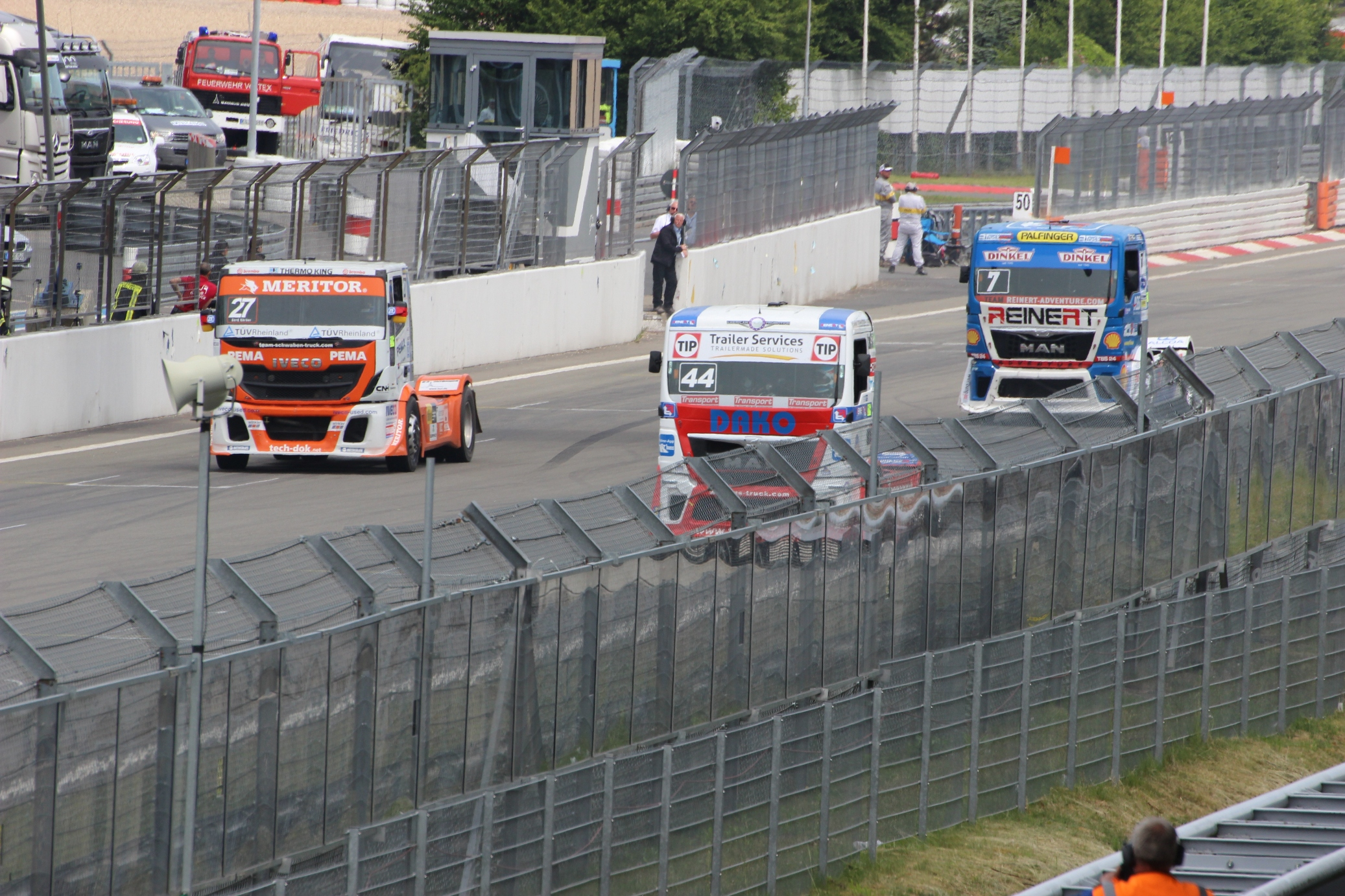
Von links nach rechts: Iveco-Renn-Lkw von Altmeister Gerd Körber (Nr. 27), Reinert-Racing-MAN-Renntruck, pilotiert von Steffi Halm (Nr. 44) und René Reinerts blau-weißer Renn-Lkw (Nr. 7) 2015 am Nürburgring

Die  FIA European Truck Racing Championship 2015 umfasste zehn Veranstaltungen mit je vier Rennen verteilt über ganz Europa. Sie ist die 31. Truck-Racing-Europameisterschaft überhaupt, und die zehnte, seit ihr 2006 von der FIA das Prädikat Championship verliehen wurde (zuvor hatte die Meisterschaft lediglich den Status eines Cups).
Der Europameister der vorangegangenen Saison konnte seinen Titel erfolgreich verteidigen: Der ungarische, zweifache Europameister Norbert Kiss gewann die Meisterschaft vor dem tschechischen Buggyra-Piloten Adam Lacko und dem Hattrick-Europameister Jochen Hahn (2011, 2012, 2013) aus Deutschland. Während der Sieg des ungarischen Rennfahrers bereits vor dem Finale in Le Mans feststand, fiel die Entscheidung im Kampf um den zweiten Platz erst im letzten Rennen des Finales.
In der Team-Wertung gewann das tschechische Team Buggyra Racing 1969 mit Adam Lacko und David Vršecký auf Freightliner vor dem zweitplatzierten, ungarisch-französischen Team Team OXXO-Lion Truck Racing mit dem zweifachen Europameister Norbert Kiss und seinem französischen Teamkollegen Anthony Janiec, beide auf MAN, sowie dem drittplatzierten, deutschen Team Reinert Adventure mit Jochen Hahn und René Reinert, ebenfalls beide auf MAN.

## Besonderheiten der Saison 2015
- Mit Beginn der Saison 2015 wurde die ungleiche Bewertung der Rennen mit und ohne Umkehr-Regelung abgeschafft. Nun werden alle Rennen gleich bewertet.
- Nach jahrzehntelanger Abwesenheit fanden im Rahmen der Europameisterschaft 2015 erstmals wieder Lkw-Rennen auf dem Hungaroring in der Nähe der ungarischen Hauptstadt Budapest statt.
- Nach jahrelanger Abwesenheit fanden im Rahmen der Europameisterschaft 2015 erstmals wieder Lkw-Rennen auf dem Circuit Ricardo Tormo im spanischen Valencia statt.
- 2015 fand der Internationale ADAC Truck Grand Prix auf dem Nürburgring zum 30. Mal statt. Das Jubiläum wurde mit Rennen der Europameisterschaft sowie des ADAC Mittelrhein Cups gefeiert.
- Seit dem Ausstieg von MAN und Renault mit Beginn der Saison 2015 findet die Truck-Racing-Europameisterschaft ganz ohne direkte Werksunterstützung statt.

## Rennkalender und -strecken
| Nr. | Datum                  | Rennen      | Strecke     | Platz 1 (nach Punkten) | Punkte | Platz 2 (nach Punkten)       | Punkte | Platz 3 (nach Punkten) | Punkte |
| --- | ---------------------- | ----------- | ----------- | ---------------------- | ------ | ---------------------------- | ------ | ---------------------- | ------ |
| 1.  | 24.–26. April 2015     | Spanien     | Valencia    | Norbert Kiss           | 65     | Jochen Hahn                  | 51     | Adam Lacko             | 47     |
| 2.  | 16.–17. Mai 2015       | Österreich  | Spielberg   | Norbert Kiss           | 80     | Adam Lacko                   | 46     | Jochen Hahn            | 45     |
| 3.  | 23.–24. Mai 2015       | Italien     | Misano      | Norbert Kiss           | 64     | Adam Lacko                   | 62     | Jochen Hahn            | 51     |
| 4.  | 20.–21. Juni 2015      | Frankreich  | Nogaro      | Norbert Kiss           | 52     | Adam Lacko                   | 49     | Jochen Hahn            | 48     |
| 5.  | 26.–28. Juni 2015      | Deutschland | Nürburgring | Norbert Kiss           | 58     | David Vršecký                | 49     | Adam Lacko             | 44     |
| 6.  | 28.–30. August 2015    | Tschechien  | Most        | Norbert Kiss           | 55     | Adam Lacko, Jochen Hahn      | 50     | David Vršecký          | 44     |
| 7.  | 5.–6. September 2015   | Ungarn      | Budapest    | Norbert Kiss           | 67     | Jochen Hahn, David Vršecký   | 47     | Steffi Halm            | 39     |
| 8.  | 19.–20. September 2015 | Belgien     | Zolder      | Norbert Kiss           | 67     | David Vršecký                | 44     | Antonio Albacete       | 43     |
| 9.  | 2.–4. Oktober 2015     | Spanien     | Jarama      | Norbert Kiss           | 52     | Adam Lacko, Antonio Albacete | 48     | Jochen Hahn            | 46     |
| 10. | 9.–11. Oktober 2015    | Frankreich  | Le Mans     | Antonio Albacete       | 49     | René Reinert                 | 48     | Adam Lacko             | 43     |

Datenquellen: und 

## Wertung
An jedem Rennwochenende wurden vier Rennen gefahren. Davon wird jeweils beim 2. Tagesrennen (also Rennen 2 und 4 je Rennwochenende) durch die Umkehr-Regelung die Startaufstellung des vorherigen Rennens teilweise umgedreht; dies betrifft die Top 8 am Zieleinlauf. Der Sieger des ersten oder dritten Rennens eines Wochenendes startet also im darauffolgenden Rennen von Position 8, der 8. des 1. oder 3. Rennens jedoch von der Pole-Position. Die Plätze dazwischen werden entsprechend umgekehrt. Seit der Saison 2015 werden alle Rennen gleich bewertet: Die Wertung erfolgt nach folgendem Schema (Platz 1–10): 20, 15, 12, 10, 8, 6, 4, 3, 2, 1 Punkt(e).
Bis zur vorangegangenen Saison wurden die Rennen 2 und 4 eines jeden Wochenendes noch wie folgt bewertet: Bei den Rennen umgekehrter Start-Reihenfolge wurden vom Platz 1 zum Platz 10 die Punkte 10, 9, 8, 7, 6, 5, 4, 3, 2, 1 vergeben. Dies entfiel mit Beginn der Saison 2015. Dadurch haben auch Fahrer, die nicht zu den Topfahrern gehören, die Chance beim 2. oder 4. Rennen mit Umkehr-Regelung noch Punkte zu gewinnen. Zudem können die Punktgewinne höher ausfallen.

### Fahrer-Wertung
Punktestand am Ende der Saison nach dem Finale in Le Mans:
| Pl. | Fahrer           | Punkte |
| --- | ---------------- | ------ |
| 1.  | Norbert Kiss     | 599    |
| 2.  | Adam Lacko       | 447    |
| 3.  | Jochen Hahn      | 434    |
| 4.  | David Vršecký    | 405    |
| 5.  | Antonio Albacete | 385    |
| 6.  | René Reinert     | 278    |
| 7.  | Anthony Janiec   | 191    |
| 8.  | Steffi Halm      | 139    |
| 9.  | Gerd Körber      | 124    |
| 10. | Ellen Lohr       | 109    |

Datenquelle für die Tabelle:

### Team-Wertung
Punktestand am Ende der Saison nach dem Finale in Le Mans:
| Rang | Team                             | Fahrer                       | Trucks        | Punkte |
| ---- | -------------------------------- | ---------------------------- | ------------- | ------ |
| 1    | Buggyra Racing 1969              | Adam Lacko, David Vršecký    | Freightliner  | 897    |
| 2    | Team OXXO-Lion Truck Racing      | Norbert Kiss, Anthony Janiec | MAN           | 855    |
| 3    | Team Reinert Adventure           | Jochen Hahn, René Reinert    | MAN           | 755    |
| 4    | Truck Sport Lutz Bernau-Albacete | Antonio Albacete, Ellen Lohr | MAN           | 569    |
| 5    | tankpool24 Racing                | André Kursim, Roland Rehfeld | Mercedes-Benz | 83     |

Datenquelle für die Tabelle: